# Billboard Music Award for Spotlight
En 2012, Katy Perry fue galardonada con el premio Spotlight de Billboard por ser la primera artista femenina en la historia en tener cinco sencillos número uno consecutivos en la lista Billboard Hot 100 de un solo álbum; Antes que ella en 1988, Michael Jackson fue galardonado con el primer premio Billboard Spotlight Award por ser el primer artista en la historia en tener cinco sencillos número uno en la lista Billboard Hot 100 de un solo álbum.    
Katy Perry . Después volvió a romper su propio record al tener 6 #1 en un mismo álbum.    
- Billboard Music Awards de 2012 5 #1
  - Katy Perry
- Billboard Music Awards de 1989 5 #1
  - Michael Jackson